# 科学教材社
株式会社科学教材社（かがくきょうざいしゃ）は、東京都千代田区神田錦町に事務所を置く、科学・模型関係の教材を扱う老舗の企業。

## 概要
雑誌『子供の科学』（1924年9月創刊）の主幹であった原田三夫が、1925年（大正14年）、自宅に置いた代理部が起源である。設立当初は実物幻灯式のエハガキ幻灯機や望遠鏡などを販売していた。その後、『子供の科学』の発行元である誠文堂社長の小川菊松に譲渡された。譲渡の時期について原田は1926年（大正15年）6月、小川は1927年（昭和2年）としている。なお、誠文堂は1935年（昭和10年）4月に新光社と合併して誠文堂新光社となっている。
模型界の先駆をなし、1928年（昭和3年）9月より、『子供の科学』誌との共同主催で、「日本の青少年の発明、工夫等の科学、技術啓蒙のため」として、日本橋三越で「模型工作展覧会」を初めて開催、以後、隔年開催を続けた。
1942年（昭和17年）、誠文堂新光社代理部より独立して株式会社科学教材社となり、社長には小川菊松の次男である小川良雄が就任した。
誠文堂新光社と科学教材社は、小川誠一郎（菊松の長男）と良雄の兄弟が各々経営に当り、『子供の科学』の他に『初歩のラジオ』等、誠文堂新光社の出版物所載の製作記事と連動して、部品やキットの通販と、以前は店頭販売を手掛けていた。
誠文堂新光社とは別に出版事業も展開し、『模型とラジオ』誌を発行していた。昭和20年代後半から40年代前半には、詳細な動作原理解説と実体配線図を付した、良質なラジオ・テレビキットで高い評価を得た。
鉄道模型、スロットカー、天体望遠鏡、ラジコン等、かつての取扱商品には当時の所得水準を考えると果たして中高生に買えたであろうか疑問の残る高額商品も多々あるが、青少年への科学技術の啓蒙普及に貢献した功績に疑いはない。また、1982年頃にはCPUのZ80を使用した、8ビットのマイコンを販売していたが高額で、当時はワンボードマイコンと呼ばれるものだったがLED表示のみで機械語をテンキーで入力するというものであった。東芝などのメーカーからも発売されていたが、同社のそれは教材の域を出ず、1年足らずで製造中止になっている。
隣接する東京電機大学の学生・教師の利用も多い。また、現在でも往年と同じく、巻き枠にエナメル線を巻きつけて手作りするスパイダーコイル使用のセット等のキットを供給し続けている。1980年頃まではコンデンサ、抵抗、ダイオード、トランジスタ、真空管などのパーツもラジオが組める程度のものをばら売りしていたが、それらが徐々に生産中止となり、現在は在庫品を販売している。この会社には「ラジオ小僧」と呼ばれた団塊の世代の人達も含め、幅広いファンが存在している。

### アマチュア無線機器関連
アマチュア無線機器関連は短波受信機として、真空管の再生方式の「0-V-2」などを販売していたがSSBという搬送波のない電波を受信するためには検波の再生レベルを発振しないぎりぎりまで上げる必要があり、再生レベルが一定値を超えると容易に「ギャー」という大きな音で発振音がするという、周波数変換方式のスーパーヘテロダインに比べると真空管を2-4個使うわりには簡易な回路であった。後に検波方式に超再生という発振音を防いだ回路も考案され実用化され、同社も真空管を2個使用した「スカイトランシーバー」という名称で発売していた。超再生方式の真空管式のトランシーバーは、他社としては光波無線のECHOシリーズや、ミズホ通信が1972年にFB-6Jとして50MHz、AM専用機として販売していた。真空管の製造中止とともにこれらの機器も販売されなくなり、現在はAM、FM波のラジオのみ販売している。同社はアマチュア無線機器としては、再生方式の受信機とスカイトランシーバーのみで終結し、トランジスタを使ったトランシーバーはその後製造はしていない。

### 『日米会話手帳』
戦後初のベストセラーとして知られる『日米会話手帳』（1945年）の発行元である。この『手帳』は、もともと誠文堂新光社社長の小川菊松が企画したものだが、菊松の長男で同社副社長の小川誠一郎が、科学書中心の出版社である同社から英会話の本を出版することに難色を示したため、妥協案として、科学教材社の名義で発行することにしたものである。

## 現在の取り扱い商品と店舗
主要取り扱い商品はラジオキット、電子工作のキット、ロボットキット、鉄道模型である。ラジオに関してはゲルマニューム・トランジスタ1、2個のイヤホン式のものは電波状況によっては地方部、マンション内では受信できなかったり、音量が小さかったり、ラジオ局の電波出力が大きいNHK以外は受信できないことがある。実用的なのは4石以上またはICを使ったスピーカー式ラジオである。ゲルマニュームラジオは無電源、他のラジオはすべて電池式で商用電源の100Vは使用しないため災害などの非常時、停電時などにも使える。ラジオキット、電子工作のキットは一部を除いてハンダ付けが必要のため、所持していない場合はハンダゴテのセットなどを購入する必要がある。電子工作、ロボットは完全に趣味の領域の商品で、鉄道模型はKATO（関水金属）、TOMIXなどの既製品のセットと、車両本体やパーツの一部を扱っている。
かつては同町内に店舗を構え、誠文堂新光社の正面に店舗があった（誠文堂新光社は後に現在の文京区に移転）。1970年頃に印象的であったのが店内は非常に乱雑で、整理整頓をまったくしていない家庭内の部屋と同様であった。当時の店主の小川の意向であったが、それでも顧客が商品を注文すると1、2分で探し出し販売に応じていた。店主の小川自身の高齢化もあって、2012年に店舗での営業は停止し、建物も解体されたが、通販その他の従来通りの営業は事務所で続けている。
2014年9月に旧公式ウェブサイトが削除された（www.kagakukyozaisha.co.jp）。検索するとホームページの多くは残されていて、トップページが削除されただけである。現在はYahoo!ショッピング内を通販ウェブサイトとしているがショップ名は科学教材となった。。